# Isoperla montana
Isoperla montana är en bäcksländeart som först beskrevs av Banks 1898.  Isoperla montana ingår i släktet Isoperla och familjen rovbäcksländor. Inga underarter finns listade i Catalogue of Life.